# Ritratto di Jean-Baptiste Desdéban
Il Ritratto di Jean-Baptiste Desdéban (Portrait de Jean-Baptiste Desdéban) è un quadro di Jean-Auguste-Dominique Ingres, dipinto a Roma nel 1810. Ritrae l'architetto Jean-Baptiste Desdéban quando era un pensionario della villa Medici assieme a Ingres e allo scultore Paul Lemoyne. Il quadro è stato lasciato allo stadio di abbozzo e mostra la preparazione e la costruzione geometrica del ritratto. Fa parte delle collezioni del Museo delle Belle arti e di Archeologia di Besançon (inv 896.1.166).

## Storia
Il ritratto venne donato da Ingres allo scultore Paul Lemoyne. Rimase nella sua collezione fino al 1865, quando il 6 aprile venne messo in vendita all'hôtel Drouot (n. 66). Venne acquistato da Jean Gigoux che lo lasciò in eredità alla città di Besançon nel 1894. In seguito il ritratto entrò nelle collezioni del museo delle Belle Arti e di Archeologia besanzoniano.

## Descrizione
Il ritratto ha un formato verticale. Su uno sfondo marrone con molte pennellate, incorniciato all'altezza delle spalle, spicca la figura di Jean-Baptiste Desdéban. Il volto di profilo, rivolto verso sinistra, è la parte più riuscita del quadro, a parte i capelli che sono indicati soltanto con del marrone più scuro, e ciò contrasta con la piattezza del resto della tela. Il corpo abbozzato, visto frontalmente, mostra una giacca marrone che si apre rivelando una camicia bianca. La sua mano sinistra tiene uno dei lati della giacca. Il pittore adopera tre tonalità: marrone per lo sfondo e per la giacca, bianco per la camicia e color carne per il volto.